# Muelle de la Merced
El Muelle de la Merced (en euskera Mesedeetako kaia) es un muelle ubicado en el barrio de San Francisco en el municipio de Bilbao, territorio histórico de Vizcaya. 

## Ubicación
El muelle comprende el espacio entre el puente de la Ribera y el puente de la Merced.

## Historia

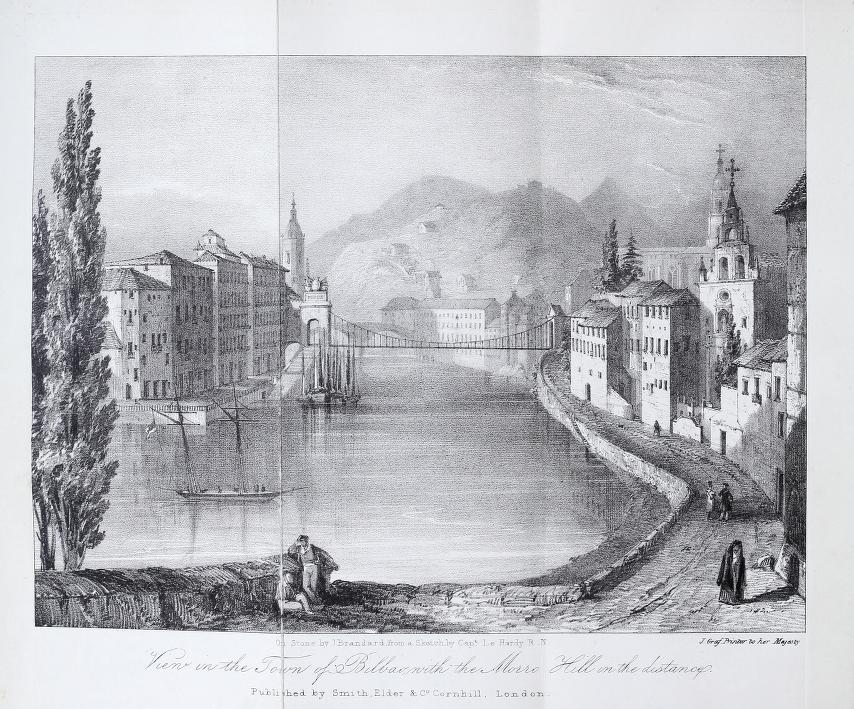
Vista del muelle y convento de la Merced a principios del siglo XIX

Existen antecedentes de obras en el muelle de la Merced ya en 1743. También se ejecutan obras en este tramo dentro de la sección tercera de las obras de recorte de la ría de Bilbao (1860-1869). El nombre del muelle proviene de la iglesia de la Merced, anteriormente convento de Nuestra Señora de La Merced, que se encuentra en uno de sus extremos.

## Convento e iglesia de La Merced

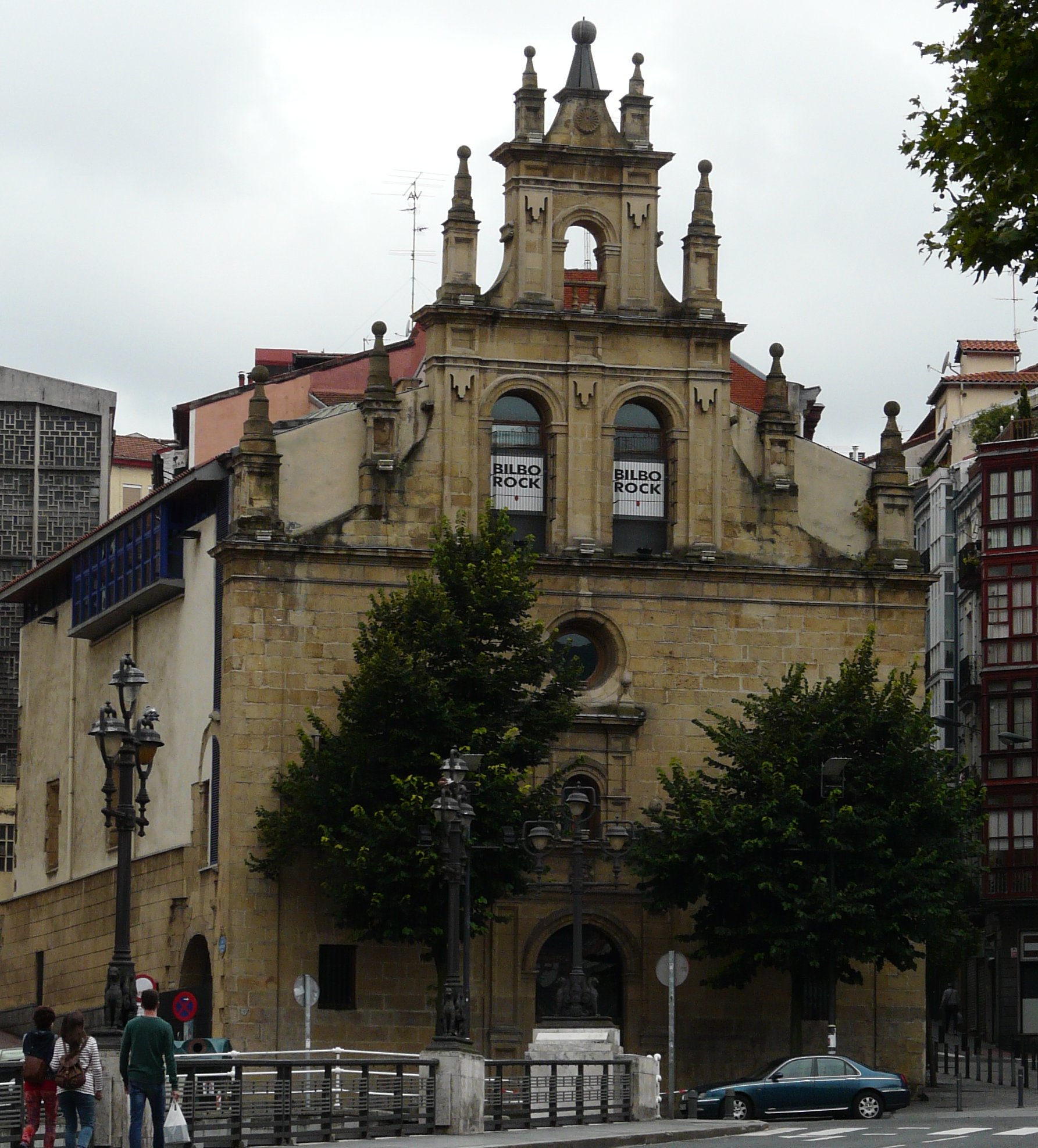
Bilborock

Tras afincarse en Bilbao en 1532 las mercedarias se trasladan en 1567 al lado izquierdo de la ría, frente a La Naja.  En 1621 inauguran el convento y la iglesia, que también da nombre al puente y a la pequeña calle que le sigue en la margen derecha. El edificio barroco que hoy se conserva es posterior, y fue construido entre 1663 y 1673 en terrenos de la Anteiglesia de Abando. Reconstruido en 1750, fue finalmente adquirido  por el Ayuntamiento de Bilbao. 

### Bilborock
El 9 de diciembre de 1988 se tomó la decisión de adquirir la iglesia y el atrio de entrada y, tras la compra en 1990 del edificio por parte del ayuntamiento, este es, desde el 9 de abril de 1997, la sede de Bilborock, entidad municipal que programa diferentes actividades culturales especialmente dirigidas a la juventud.

## Puente de La Merced

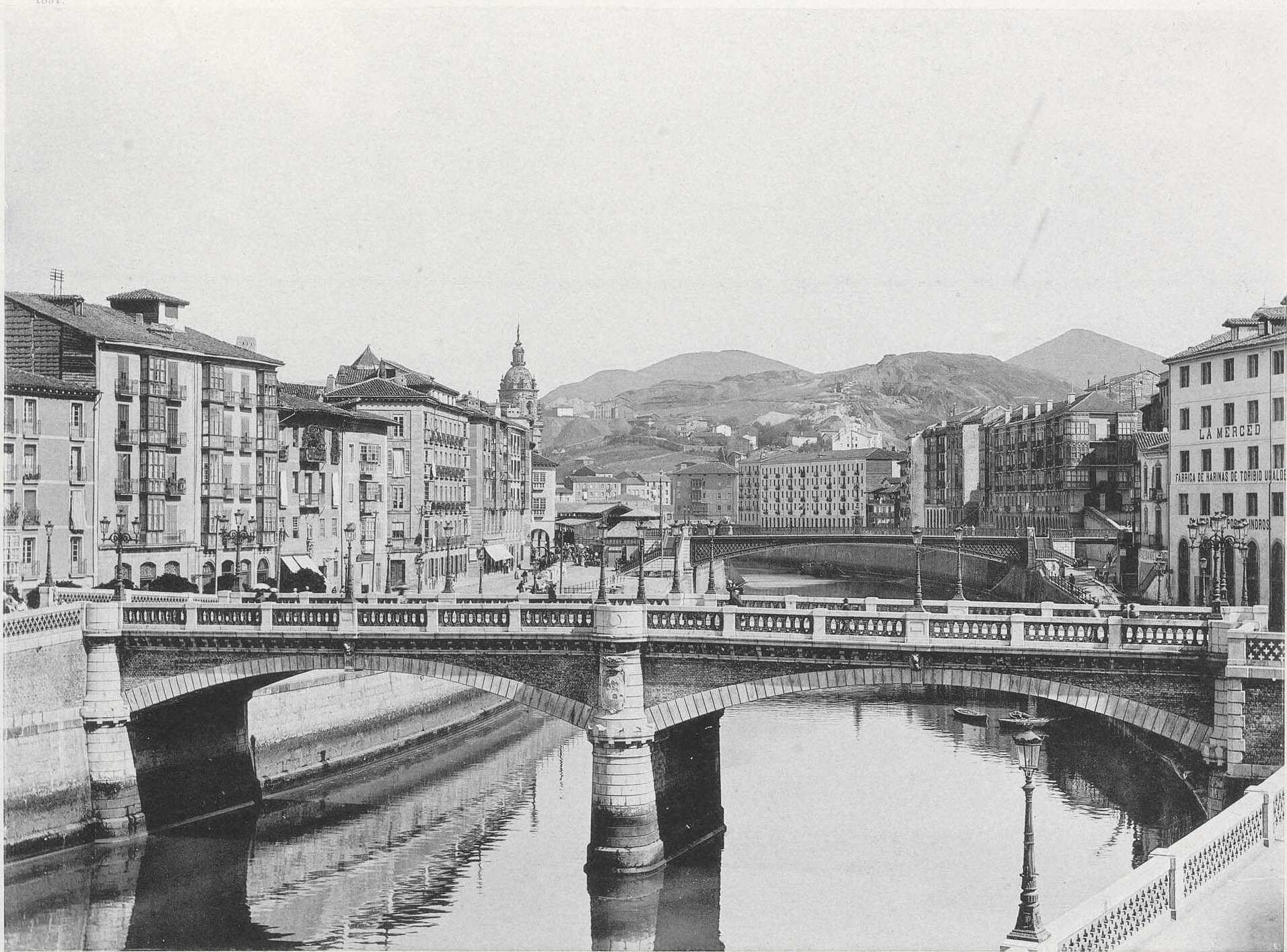
Puente de Ernesto Hoffmeyer en 1891

Al levantarse el sitio carlista sobre Bilbao, el 2 de mayo de 1874, se construye un puente provisional que se abre al tránsito en 1875. En 1887 fue sustituido por uno de piedra y ladrillo, diseñado por Ernesto  Hoffmeyer Zubeldia. Es, tras su voladura durante la caída de Bilbao en 1937, cuando se erige el actual, obra del ingeniero Manuel Gil de Santibañez

## Actividad económica
Dentro de la actividad económica del muelle podemos subrayar la fabricación de harinas, con una edificio de planta baja y seis pisos que, para la sociedad Zabala y Arnedo,  se terminó en 1873 y estaba situada al lado de la fábrica de conservas de José Bravo.

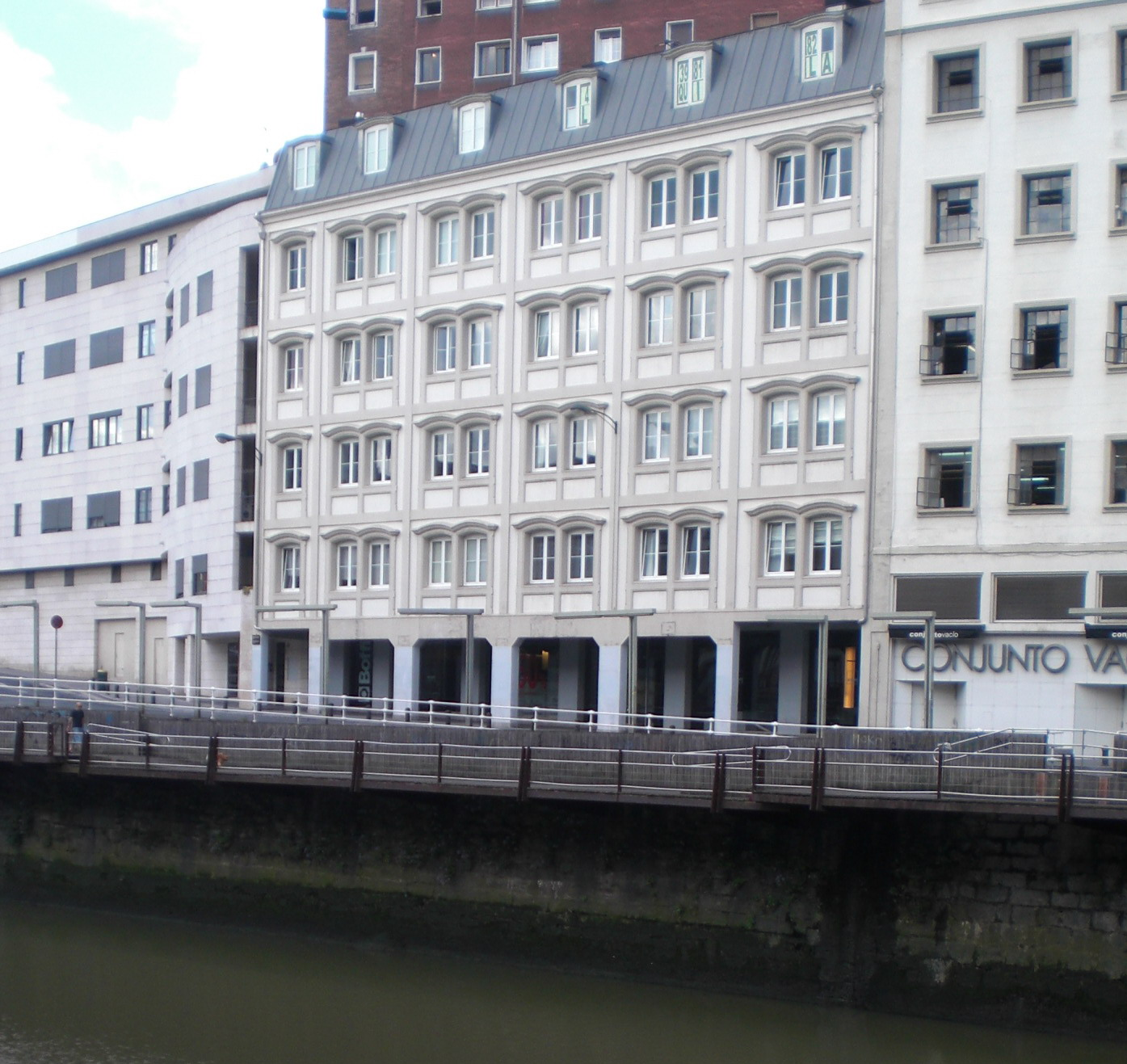
Fábrica de harinas La Ceres

### La Ceres, antigua fábrica de harina
Si bien hubo otras anteriores, en el muelle de La Merced encontramos a día de hoy, aunque  rehabilitado y destinado a uso residencial, el edificio de la que fue la antigua fábrica de harinas “La Ceres”, empresa fundada por Toribio Ugalde en 1891. Construida entre 1899 y 1900, se trata de la primera obra en el estado español en hormigón armado sistema Hennebique y de un hito tecnológico en la arquitectura industrial vasca. Por tal motivo está catalogado como Bien Cultural con la categoría de Monumento.

## Rehabilitación

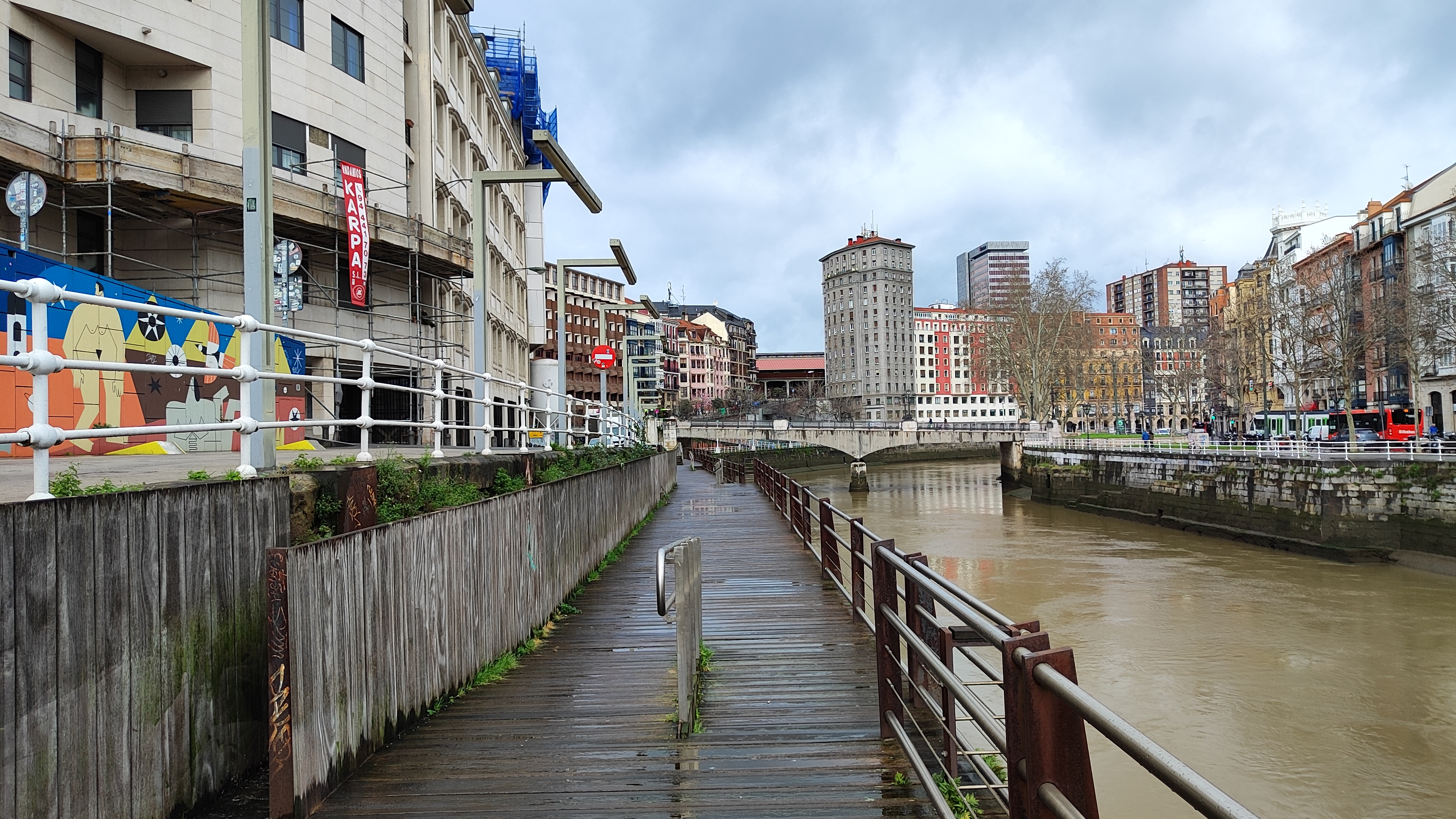
Voladizo

A lo largo de los años 2002-2005 la empresa municipal Bilbao ría2000 llevó a cabo una rehabilitación integral de los muelles de San Francisco y Bilbao La Vieja teniendo como objetivo, entre otros, su peatonalización, incluyendo un balcón de madera en forma de voladizo en el muelle de La Merced.

### Demolición del edificio industrial de La Merced, 3
Al igual que en el resto de Bilbao, la proliferación turística también ha afectado al muelle de La Merced. El año 2020 fue demolido el edificio industrial vecino a la fábrica de harinas para dar paso a la construcción de un hotel, que en antes de su apertura el año 2025, generó polémica en parte del vecindario aparte de suponer la pérdida de una fachada histórica relevante. Anteriormente convivían en él empresas industriales, como La Cristalería Bilbaína o la imprenta Luna, con espacios de dedicados a la danza y las artes escénicas como Muelle 3 Taller de Danza.

### Mural

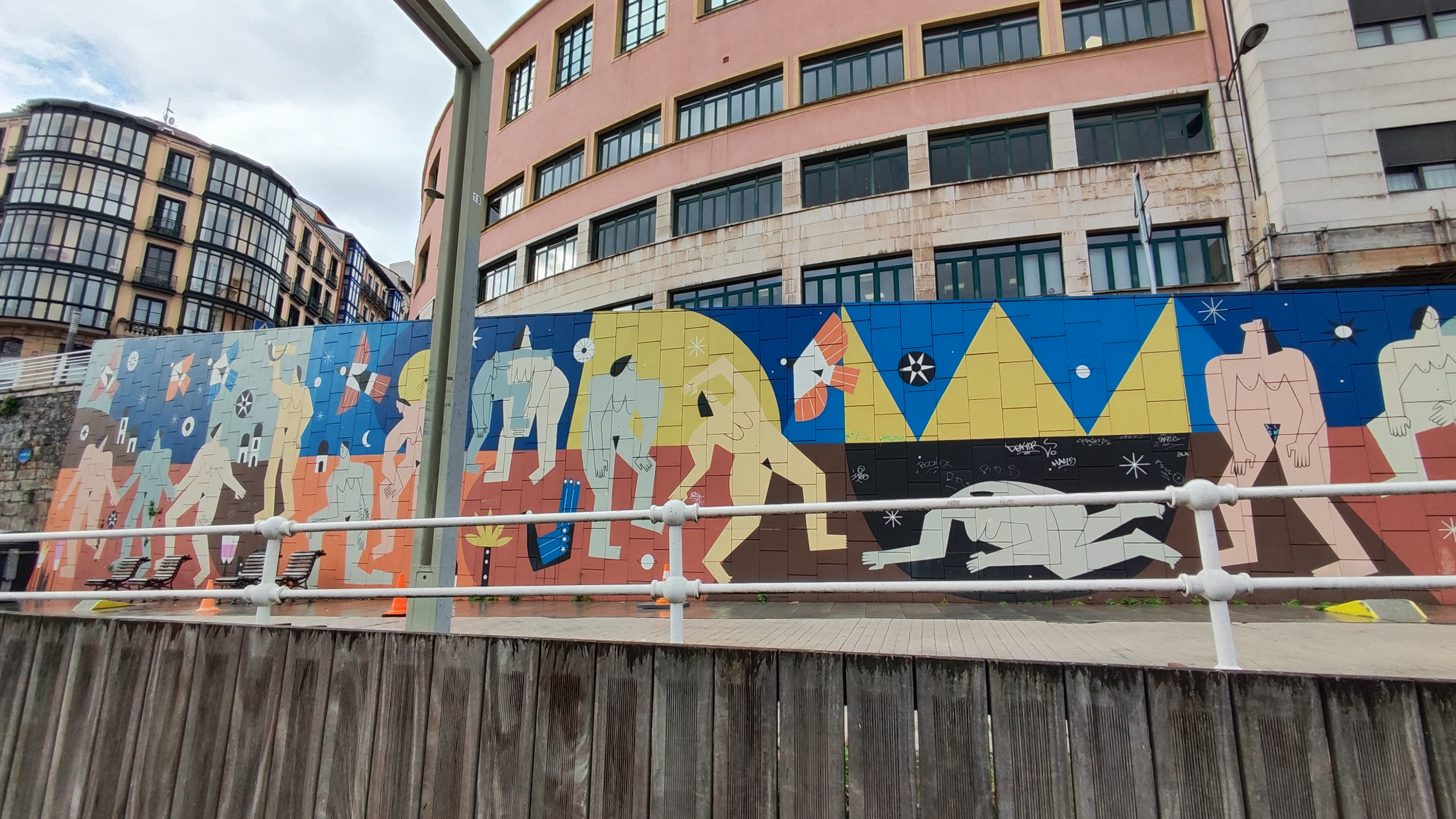
Mural de Ruth Juan

En febrero de 2021 la artista Ruth Juan realizó, por encargo del ayuntamiento, un gran mural para recordar a las mujeres supervivientes de la violencia machista. En palabras de la propia autora:
"Relata el dolor, la angustia, el sufrimiento, el miedo, la soledad  y el proceso que pasan las mujeres supervivientes de la violencia machista hasta que se crea la red de apoyo con otras mujeres, juntas, ayudándose, empoderándose, creando colectivamente." 

## Equipamientos

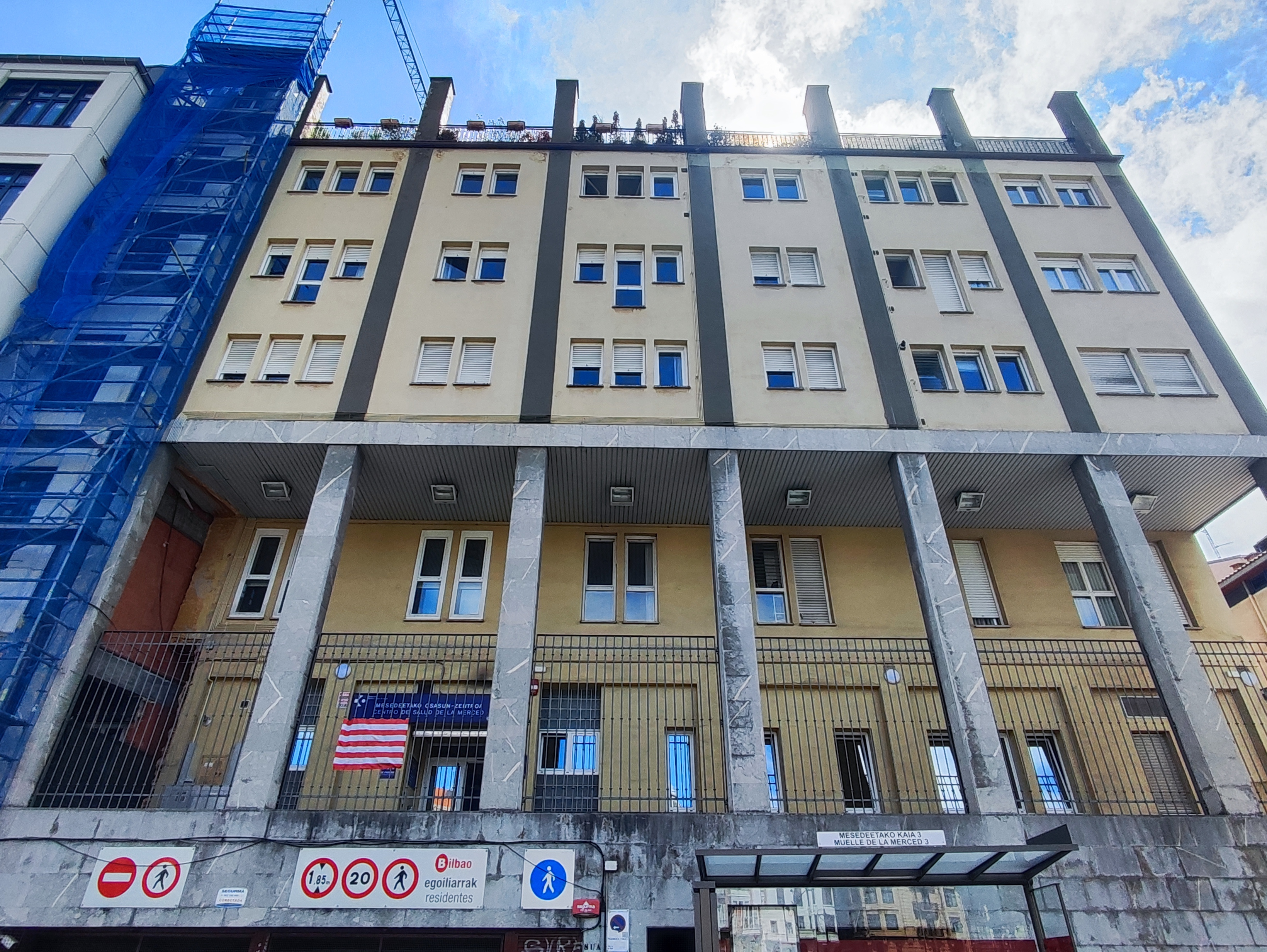
Centro de Salud de La Merced

El Consultorio de La Merced de Osakidetza (Servicio Vasco de Salud) se encuentra físicamente en el muelle de la Merced, aunque en el edificio  en el que está ubicado es el del portal de la calle Luis Iruarrizaga nº1. Su horario de atención es únicamente por las mañanas, de 08:00 a 15:00.